# Utamphorophora bromicola
Utamphorophora bromicola är en insektsart som beskrevs av Remaudière, G. 1983. Utamphorophora bromicola ingår i släktet Utamphorophora och familjen långrörsbladlöss. Inga underarter finns listade i Catalogue of Life.